# Bucculatrix adelpha
Bucculatrix adelpha är en fjärilsart som beskrevs av Braun 1963. Bucculatrix adelpha ingår i släktet Bucculatrix och familjen kronmalar. Inga underarter finns listade i Catalogue of Life.